# Lista de prefeitos de Itapecuru-Mirim
Esta é a lista de prefeitos do município de Itapecuru-Mirim, estado brasileiro do Maranhão.
| Nº | Nome                                             | Imagem                | Partido                            | Início do mandato       | Fim do mandato                          | Observações                                |
| Intendentes |                                                  |                       |                                    |                         |                                         |                                            |
| 1 | José Pedro Pereira                               |                       | Partido Republicano Maranhense PRM | 1° de janeiro de 1906   | 31 de dezembro de 1909                  | Primeiro Intendente                        |
| 2 | Francisco Sitaro Junior                          |                       | Partido Republicano Maranhense PRM | 1° de janeiro de 1910   | 4 de fevereiro de 1914                  | prefeito eleito                            |
| 3 | Francisco Apoliano Ferreira                      |                       | Partido Republicano Maranhense PRM | 5 de fevereiro de 1914  | 2 de fevereiro de 1918                  | Intendente nomeado pelo governo do estado  |
| 4 | Basílio Antonio Simão                            |                       | Partido Republicano Maranhense PRM | 3 de fevereiro de 1918  | 31 de dezembro de 1921                  | Intendente nomeado pelo governo do estado  |
| 5 | Francisco Montelo                                |                       | Partido Republicano Maranhense PRM | 1° de janeiro de 1922   | 31 de dezembro de 1926                  | Intendente nomeado pelo governo do estado  |
| 6 | José Lúcio Bandeira de Melo                      |                       | Partido Republicano Maranhense PRM | 1° de janeiro de 1927   | 31 de dezembro de 1929                  | Intendente nomeado pelo governo do estado  |
| 7 | Manoel Nogueira da Cruz                          |                       | Partido Republicano Maranhense PRM | 1° de janeiro de 1930   | 31 de dezembro de 1932                  | Prefeito nomeado pelo governo do estado    |
| 8 | José Paulo Pinheiro Bogéa                        |                       | Partido Republicano Maranhense PRM | 1° de janeiro de 1933   | 31 de dezembro de 1934                  | Prefeito nomeado pelo governo do estado    |
| 9 | Felício Cassas                                   |                       | Partido Republicano Maranhense PRM | 1° de janeiro de 1935   | 10 de fevereiro de 1942                 | Prefeito nomeado pelo governo do estado    |
| 10 | Bernardo Tiago de Matos                          |                       | Partido Republicano Maranhense PRM | 11 de fevereiro de 1942 | 2 de janeiro de 1945                    | Prefeito nomeado pelo governo do estado    |
| De 1945 a 1946, estiveram em exercício de Intendência Municipal, sendo alguns meses para cada um, os seguintes mandatários: |                                                  |                       |                                    |                         |                                         |                                            |
| 11 | Raimundo Álvaro Mendes                           |                       | Partido Progressista PP            | 3 de janeiro de 1945    | 4 de maio de 1945                       | Prefeito nomeado pelo governo do estado    |
| 12 | Wady Fiquene                                     |                       | União Republicana Maranhense URM   | 5 de maio de 1945       | 14 de setembro de 1945                  | Prefeito nomeado pelo governo do estado    |
| 13 | João Pedro Pereira                               |                       | Partido Proletário do Brasil PPB   | 15 de setembro de 1945  | 5 de dezembro de 1945                   | Prefeito nomeado pelo governo do estado    |
| 14 | Abdala Buzar Neto                                |                       | Partido Social Democrático PSD     | 6 de dezembro de 1945   | 20 de janeiro de 1946                   | Prefeito nomeado pelo governo do estado    |
| 15 | Miguel Fiquene                                   |                       | Partido Social Democrático PSD     | 21 de janeiro de 1946   | 30 de janeiro de 1951                   | Prefeito eleito em sufrágio universal      |
| 16 | João da Silva Rodrigues                          |                       | Partido Social Democrático PSD     | —                       | —                                       | Prefeito eleito, mas não assumiu o mandato |
| Entre 31 de janeiro de 1951 e 31 de janeiro de 1952, o município de Itapecuru Mirim foi governado por: |                                                  |                       |                                    |                         |                                         |                                            |
| 17 | Luiz Gonzaga Bandeira de Melo                    |                       | Partido Social Democrático PSD     | 31 de janeiro de 1951   | 6 de junho de 1951                      | Vice-prefeito no cargo de titular          |
| 18 | Orlando Lago Mota                                |                       | União Democrática Nacional UDN     | 7 de junho de 1951      | 20 de novembro de 1951                  | Presidente da Câmara                       |
| 19 | Caetano Martins Jorge                            |                       | Sem partido                        | 21 de novembro de 1951  | 28 de dezembro de 1951                  | Juiz de Direito                            |
| 20 | Paulo Guilherme Rodrigues                        |                       | Partido Social Progressista PSP    | 29 de dezembro de 1951  | 3 de janeiro de 1952                    | Prefeito nomeado pelo governo do estado    |
| O advogado José Bento Neves, impetrou Mandato de Segurança, impedindo que o prefeito eleito João da Silva Rodrigues assumisse. Então o Tribunal resolveu dar posse ao vice-prefeito Luiz Gonzaga Bandeira de Melo, que depois renunciou o cargo por perseguição política, assumindo então Paulo Guilherme Rodrigues, que ainda assumiu a prefeitura por alguns dias. Decorridos dois anos de impedimento, o prefeito eleito João da Silva Rodrigues assumiu definitivamente (1952 a 1956). |                                                  |                       |                                    |                         |                                         |                                            |
| 21 | João da Silva Rodrigues                          |                       | Partido Social Democrático PSD     | 4 de janeiro de 1952    | 30 de janeiro de 1956                   | Prefeito eleito em sufrágio indireto       |
| 22 | Sinéas de Castro Santos                          |                       | Partido Trabalhista Brasileiro PTB | 31 de janeiro de 1956   | 30 de janeiro de 1961                   | Prefeito eleito em sufrágio universal      |
| 23 | Abdala Buzar Neto                                |                       | Partido Social Democrático PSD     | 31 de janeiro de 1961   | 30 de janeiro de 1966                   | Prefeito eleito em sufrágio universal      |
| 24 | João da Silva Rodrigues                          |                       | Aliança Renovadora Nacional ARENA  | 31 de janeiro de 1966   | 30 de janeiro de 1971                   | Prefeito eleito em sufrágio universal      |
| 25 | Raimundo Nonato Coelho Cassas                    |                       | Aliança Renovadora Nacional ARENA  | 31 de janeiro 1971      | 30 de janeiro de 1973                   | Prefeito eleito em sufrágio universal      |
| 26 | Miguel Fiquene                                   |                       | Aliança Renovadora Nacional ARENA  | 31 de janeiro de 1973   | 31 de janeiro de 1977                   | Prefeito eleito em sufrágio universal      |
| 27 | José Ribamar Lauande Fonseca                     |                       | Aliança Renovadora Nacional ARENA  | 1° de fevereiro de 1977 | 31 de janeiro de 1983                   | Prefeito eleito em sufrágio universal      |
| 28 | José Matias Gomes                                |                       | Partido Democrático Social PDS     | 1° de fevereiro de 1983 | 31 de dezembro de 1983                  | Prefeito eleito em sufrágio universal      |
| 29 | José Carlos Gomes Rodrigues                      |                       | Partido Democrático Social PDS     | 1° de janeiro de 1984   | 31 de dezembro de 1988                  | Vice-prefeito eleito no cargo de titular   |
| 30 | José Ribamar Lauande Fonseca                     |                       | Partido Democrático Social PDS     | 1° de janeiro de 1989   | 31 de dezembro de 1992                  | Prefeito eleito em sufrágio universal      |
| 31 | Risalva Saraiva Gomes Rodrigues                  |                       | Partido Trabalhista Renovador PTR  | 1° de janeiro de 1993   | 31 de dezembro de 1996                  | Prefeito eleito em sufrágio universal      |
| 32 | Dr. Miguel Lauand Fonseca                        |                       | Partido da Frente Liberal PFL      | 1° de janeiro de 1997   | 31 de dezembro de 2000                  | Prefeito eleito em sufrágio universal      |
| 32 | Dr. Miguel Lauand Fonseca                        | 1° de janeiro de 2001 | Partido da Frente Liberal PFL      | 31 de dezembro de 2004  | Prefeito reeleito em sufrágio universal |                                            |
| 33 | Antônio da Cruz Filgueira Júnior, Júnior Marreca |                       | Partido da República PR            | 1° de janeiro de 2005   | 31 de dezembro de 2008                  | Prefeito eleito em sufrágio universal      |
| 33 | Antônio da Cruz Filgueira Júnior, Júnior Marreca | 1° de janeiro de 2009 | Partido da República PR            | 31 de dezembro de 2012  | Prefeito reeleito em sufrágio universal |                                            |
| 34 | Magno Rogério Siqueira Amorim                    |                       | Partido Popular Socialista PPS     | 1° de janeiro de 2013   | 31 de dezembro de 2016                  | Prefeito eleito em sufrágio universal      |
| 35 | Dr. Miguel Lauand Fonseca                        |                       | Partido Republicano Brasileiro PRB | 1° de janeiro de 2017   | 31 de dezembro de 2020                  | Prefeito eleito em sufrágio universal      |
| 36 | Benedito de Jesus Nascimento Neto, Coroba        |                       | Partido Socialista Brasileiro PSB  | 1° de janeiro de 2021   | 31 de dezembro de 2024                  | Prefeito eleito em sufrágio universal      |
| 37 | Luís Fillipe Torres Filgueira, Fillipe Marreca   |                       | Partido Renovação Democrática PRD  | 1° de janeiro de 2025   | Atualidade                              | Prefeito eleito em sufrágio universal      |